# Лиценциат
Лиценциа́т, лицентиат (лат. licentiatus — допущенный, licentia doctorandi) — академическая степень, квалификация (в некоторых странах — учёная степень), приобретаемая студентом после окончания лицентиатуры.
В средневековых университетах — промежуточная степень между бакалавром и доктором. Степень лиценциата присваивалась лицам, сдавшим на четвёртом курсе обучения в высшем учебном заведении три-четыре экзамена по дисциплинам, определяющим профиль научной специальности; она давала право преподавать в лицее (как правило, в провинции) и сдавать экзамены на получение сертификата CAPES (Certificat d’Aptitude du Professorat du Second degré), позволяющего замещать должность преподавателя среднего учебного заведения, в том числе любого лицея.
В настоящее время академическая степень лиценциата прекратила своё существование в связи с участием стран в Болонском процессе и переходом на новую систему обучения. Степень «лиценциат» действовала во Франции, Испании, Финляндии и Швейцарии до участия стран в Болонском процессе. В Швеции степень «лиценциат» можно получить до сих пор (2017). Во Франции словом licence теперь обозначают выпускника бакалавриата, в то время как слово baccalauréat обозначает абитуриента — человека, окончившего школу и допущенного до вступительных экзаменов в бакалавриат (см. Ложные друзья переводчика).
В России диплом лиценциата всё ещё можно получить, например, в НМУ.
В Молдавии степень «Licentiate Engineer» (рум. Inginer licențiat) всё ещё можно получить, например, в Техническом университете Молдовы.
Степень лиценциата сохранилась по сей день в Папских университетах (Ватикан), Польше и португалоязычных странах.